# Восстание в Санта-Крус-де-Мудела
Восстание Санта-Крус-де-Мудела было народным восстанием, которое произошло 5 июня 1808 года, в начале испанской войны за независимость, в городе Санта-Крус-де-Мудела, провинция Сьюдад-Реаль, Кастилия-Ла-Манча. Санта-Крус-де-Мудела находится на главной дороге из Мадрида в Андалусию.
Местное население напало на французский отряд из 400 человек, дислоцированный в деревне Санта-Крус-де-Мудела. 109 французских солдат были убиты, 113 взяты в плен, а остальные бежали обратно в направлении Мадрида, в Вальдепеньяс, где на следующий день произошло ещё одно известное народное восстание против французской армии.
Партизанские действия в Санта-Крус и Вальдепеньяс, наряду с более обособленными действиями в самой Сьерра-Морене, фактически перерезали французские военные связи между Мадридом и Андалусией примерно на месяц.